# Rollin White

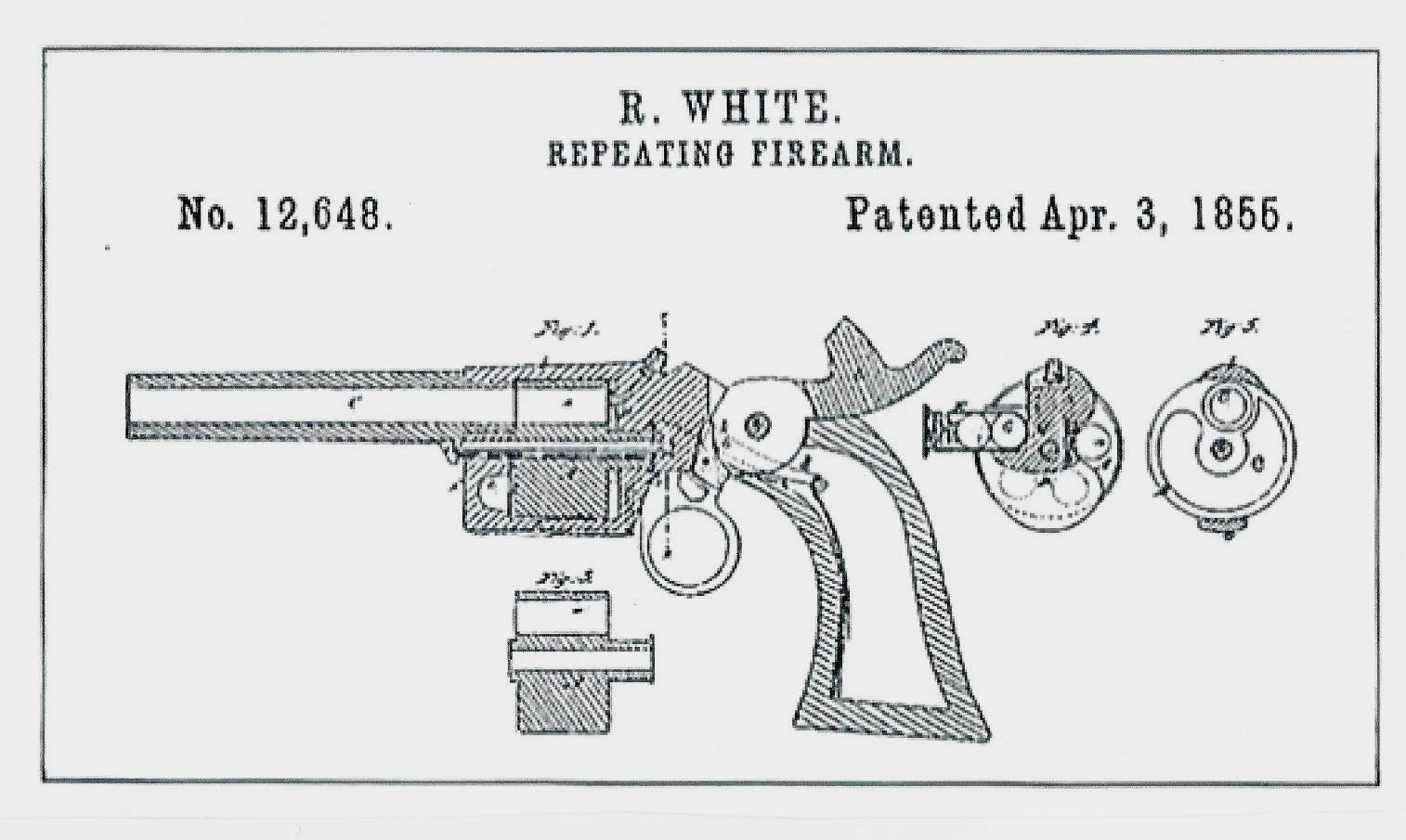
Patent Rollin White, Abr. 3, 1855

Rollin White (6 de juny de 1817 – 22 de març de 1892) fou un armer americà que va inventar el tambor de revòlver foradat d'extrem a extrem (el que tenen els revòlvers actuals) que va permetre que els cartutxos metàl·lics es poguessin carregar fàcilment des de la part de darrere del tambor.

## Primers anys
White va néixer a Williamstown, Vermont el 1818. Va aprendre l'ofici d'armer del seu germà gran, JD White el 1837 i més tard va afirmar que la idea d'un "revòlver de Pepper-box " de càrrega posterior li va venir mentre treballava al taller del seu germà 1839. El 1849 va anar a treballar per a la Companyia de Fabricació d'Armes de Foc de Colt com a armer sota contracte, mecanitzant tambors de revòlver al torn. Durant aquest temps va obtenir dos tambors de revòlver de Colt de "desballestament" i els va col·locar en el torn en que mecanitzava els tambors, tallant la part davantera d'un i la posterior de l'altra. Va muntar aquestes peces en un únic tambor foradat d'un extrem a l'altre que s'adaptava a un revòlver de Colt.

## Patent de Rollin White

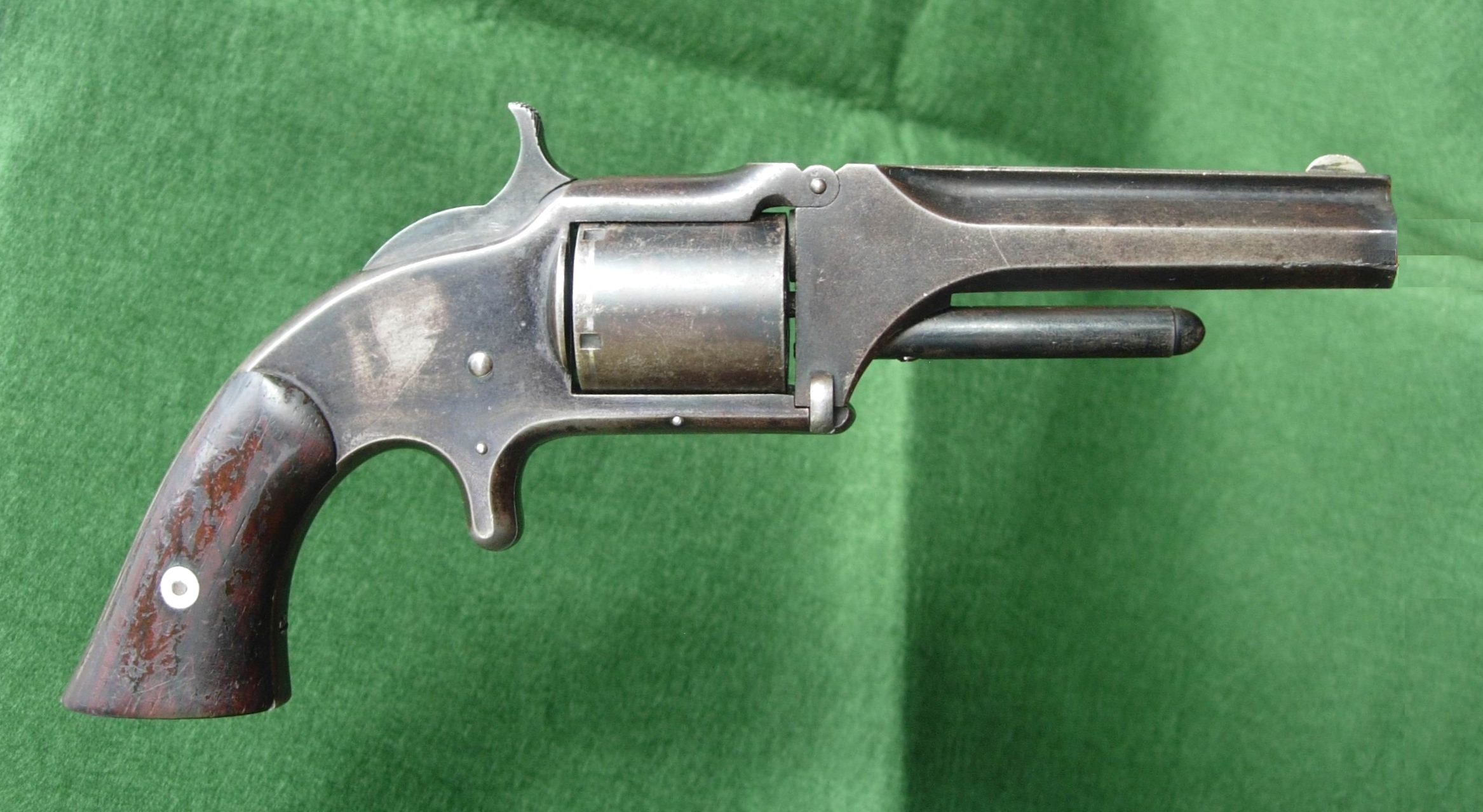
Smith & Wesson .32 rimfire model 1½' pistola de butxaca fabricat de 1865-1868 sota la Patent Rollin White

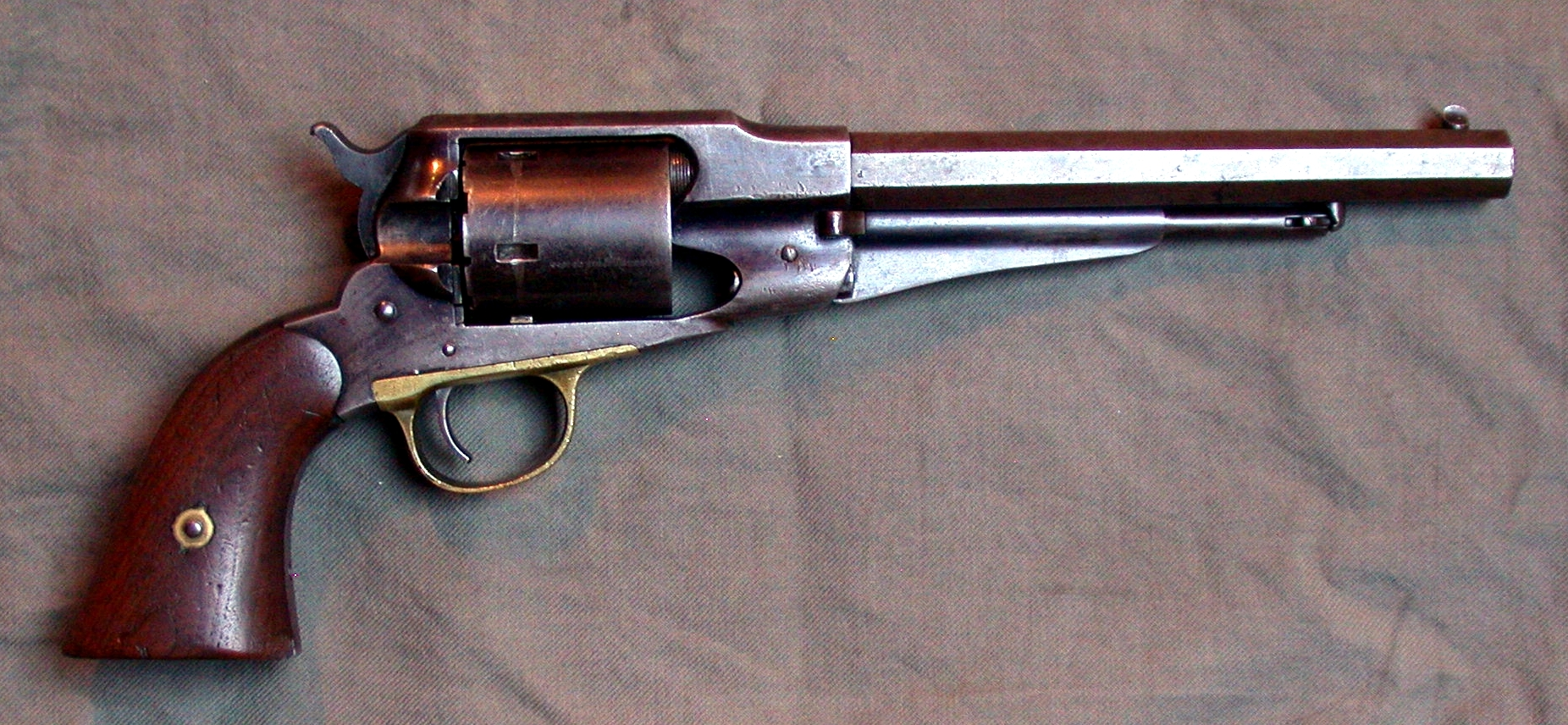
Conversió Remington

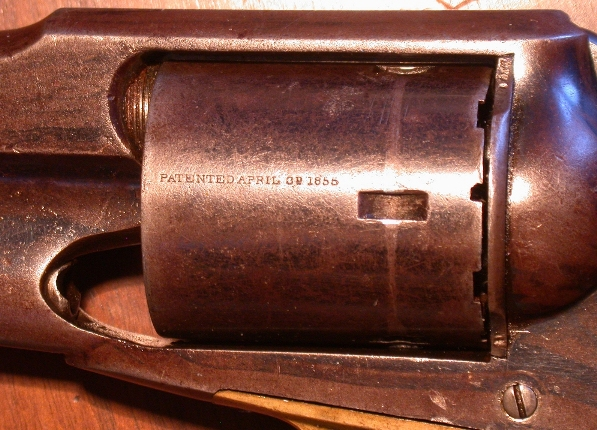
Conversió Remington, Patent Rollin White & inscripció Abril 3. 1855 damunt del cilindre

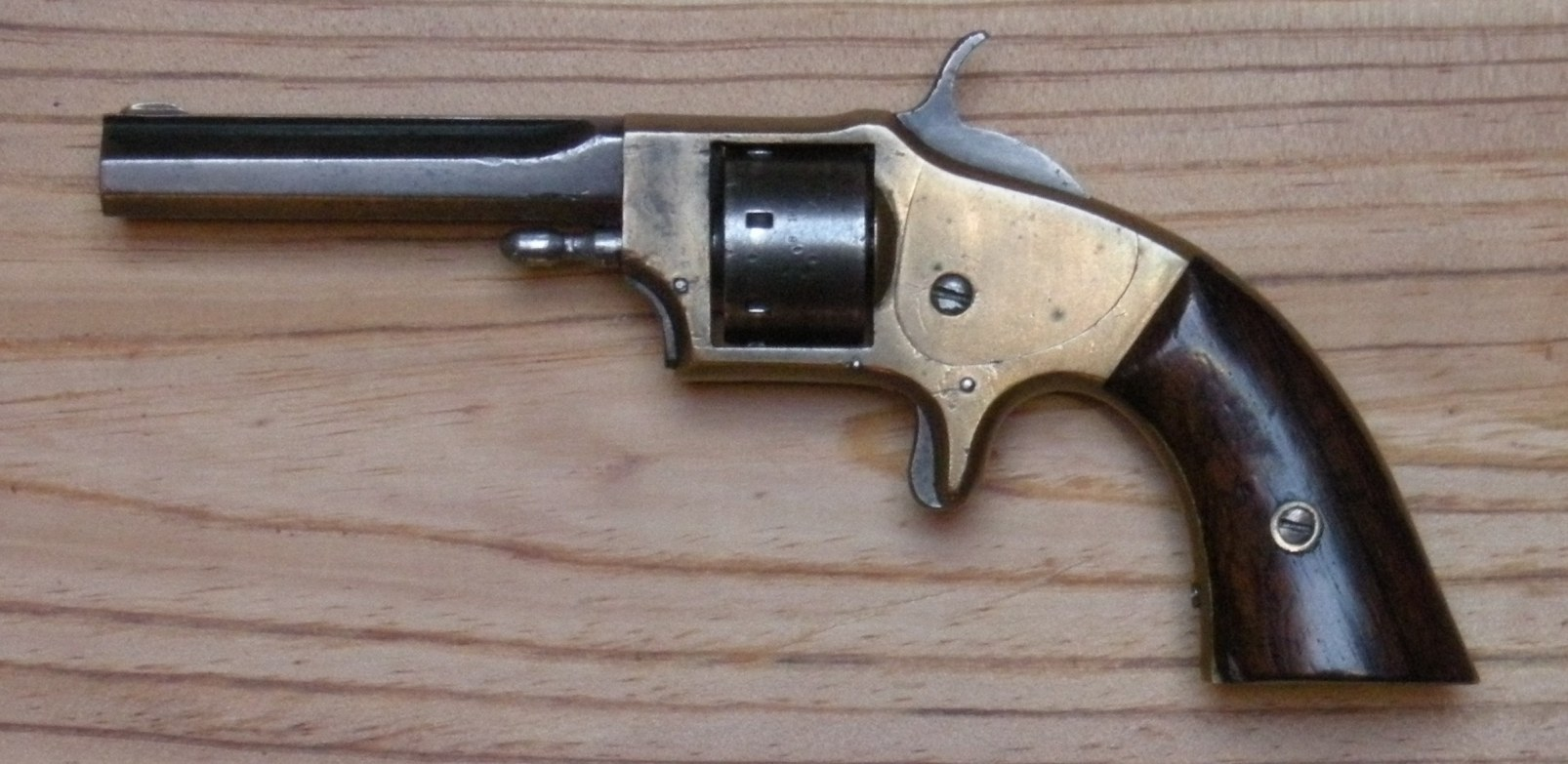
Revòlver Rollin White

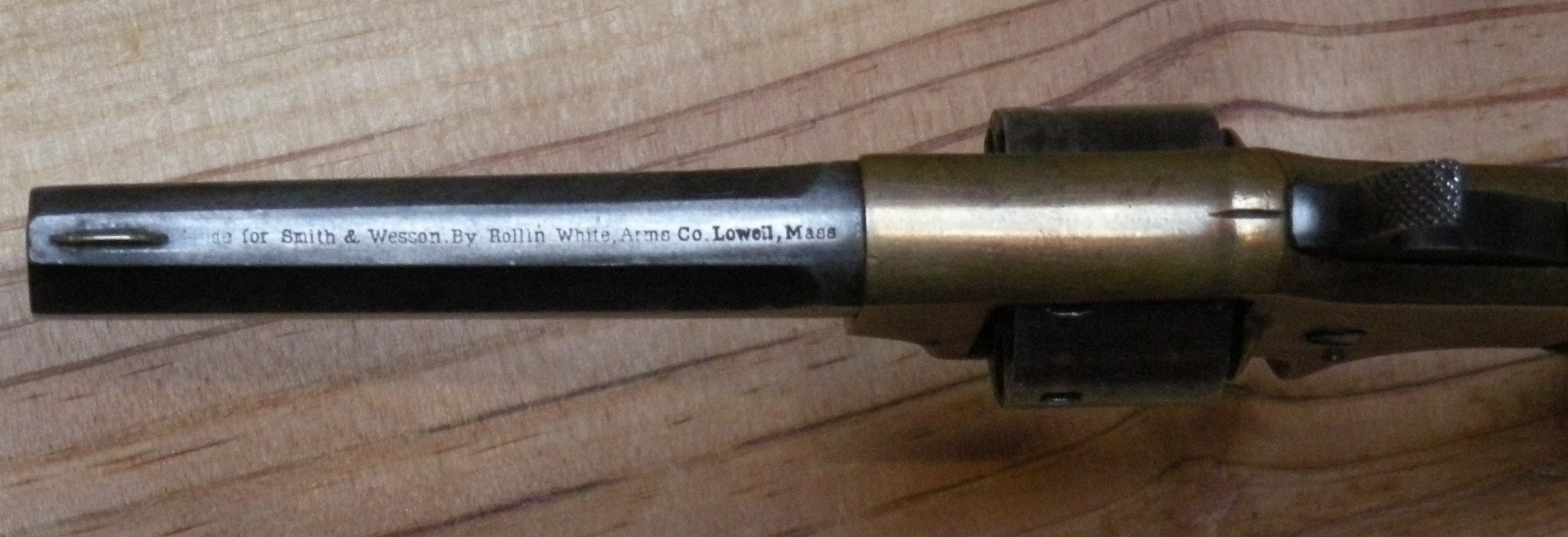
tambor de Revòlver Rollin White & inscripció de Lowell Armes Co.

Fins aquells moments, els revòlvers eren armes de percussió de pólvora negra. El que disparava havia d'omplir de pólvora cada un dels sis forats del tambor, introduir una bala sobre la pólvora,empènyer-la amb la palanca-baqueta de sota el canó i carregar un pistó de percussió a la part posterior del tambor per cada bala, fent que el procés de recàrrega fos complicat.
Mentre el revòlver de cartutx era conegut a Europa, la famosa patent de Rollin White combinava un tambor i un carregador. Es tractava d'un disseny completament inamovible que mai es va arribar fabricar (només se'n va produir una mostra que va funcionar malament de manera espectacular), No obstant això, va ser la primera patent nord-americana en incloure un tambor totalment foradat d'extrem a extrem, de manera que podia ser carregat pel darrere. La solució original de White per a les fallades que plagaven els primers revòlvers era connectar la part posterior de les cambres amb peces de cuir. Els dibuixos de les patents impliquen que s'hauria d'aplicar una tapa de percussió amb un únic pistó per a cada tir, de manera que hauria estat molt més lent que els revòlvers de pistó i bala del moment.
Durant els tres anys següents, White va desenvolupar la seva idea mentre treballava amb Colt, durant ells Colt va concedir a White un contracte per fabricar revòlvers lockwork. White va registrar una patent el 1855: ""Improvement in Repeating Fire-arms". El segûent any, White va signar un acord que concedia a Smith & Wesson l'ús exclusiu de la seva patent, a un royalty de 25 cèntims per cada revòlver.
Després que el revòlver Smith & Wesson Model 1 arribés al mercat, White va començar a produir un revòlver el 1861 en una fàbrica de Lowell, Massachusetts anomenada "Rollin White Arms Company". Aproximadament 4300 revòlvers es van realitzar amb Rollin White Arms, la majoria de les quals es van vendre a Smith & Wesson per mantenir-se al dia amb la demanda. White va liquidar l'empresa el 1864 i els seus actius van ser comprats per Lowell Arms Company, que va començar a fabricar revòlvers que infringien directament la patent de White. White els va demandar, però no fin després que haguessin fet 7500 revòlvers.
White i S & W van presentar casos d'infracció contra Manhattan Firearms Company, Allen & Wheelock, Merwin & Bray, National Arms Company i altres. Els tribunals majoritàriament van fer costat amb White, però van permetre que aquests fabricants continuessin la seva producció, pagant un royalty a White. En alguns casos, Smith & Wesson va arribar a comprar armes per convertir-les, marcar-les i tornar-les a vendre; Aquestes armes es van marcar amb la data de la patent "APRIL 3 1855". Finalment, la qüestió va ser litigada com White, et al. v. Alle en el Tribunal de Circuit dels EUA per al Districte de Massachusetts; Allen va reconèixer que la seua arma infringia la patent, però va desafiar la pròpia patent. La cort es va alinear amb White.
El 1867 White va oferir vendre la patent a Colt per un milió de dòlars nord-americans, operació que no va prosperar

### Rollin White Relief Act
Després de ser-li negada una extensió de patent, White va pressionar demanant socors al Congrés el 1870, instant-lo a considerar que no havia estat compensat per la seva invenció; Va cobrar només 71,000 $, mentre que Smith & Wesson va obtenir més de 1 milió de $ per la seva idea. A part d'això, White va assenyalar que la major part dels seus ingressos es van gastar en litigis, mentre que altres van infringir la seva idea. El Congrés va aprovar un projecte de llei que concedia a White una nova prova. L'acta s'anomenà: An act for the relief of Rollin White (S.273).
La llei va passar per les dues sales del congrés sense debat, però va ser vetada pel president Ulysses S. Grant, citant objeccions del Cap de l'Ordnance Alexander Brydie Dyer. Dyer va declarar que el litigi de patent de White durant la Guerra Civil Americana va servir com a "inconvenient i vergonya" a les forces de la Unió per la "incapacitat dels fabricants d'utilitzar aquesta patent". Dyer també va afirmar que "la pròrroga d'extensió perjudicaria als seus interessos obligant a pagar a les parts que ja havien pagat un gran royalty per alterar els seus revòlvers per poder utilitzar "cartutxos metàl·lics". No es va celebrar cap més votació i el projecte de llei va morir. Rollin White va continuar els seus esforços amb el Congrés, i el 1877 finalment va renunciar a qualsevol possibilitat d'extensió..

## Altres treballs
White va inventar el bloc de culata i el dispositiu self-cocking per al "pany de caixa-" del rifle Sharps Model 1851. Aquests fusells van ser construïts per White, Christian Sharps, i Richard Lawrence als tallers de Robbins & Laurence de Windsor, Vermont. White més tard dissenyà un mecanisme self-cocking per al Sharps de 1855 i va construir 50 d'aquests rifles per a un possible contracte de la Marina dels EUA, però l'Armada només en va adquirir 12.
Rollin White va morir a Lowell, Massachusetts el 22 de març de 1892